# جزيرة ستيفنز
جزيرة ستيفنز هي جزيرة تقع على ساحل كولومبيا البريطانية، تقع في مضيق هيكات إلى الشمال الغربي من جزيرة بورشر وإلى الجنوب الغربي من مدينة برينس روبيرت. السمة الجغرافية الرئيسية لها هي جبل ستيفنز، على ارتفاع 432 متv (1417 قدl)، على الطرف الجنوبي الشرقي للجزيرة عند 54°07′39″N 130°40′15″W. إلى الشمال الغربي يوجد تل كونجريف، على ارتفاع 150 متر (492 قدم)، عند 54°09′29″N 130°42′31″W.

## التسمية
تم تسمية الجزيرة من قبل الكابتن جورج فانكوفر تكريما للسير فيليب ستيفنز، سكرتير الأميرالية من 1763 إلى 1795. يعود تاريخ جزيرة ستيفنز إلى العصر الطباشيري المبكر إلى العصر الألبي (102±8 مليون سنة).

## الاحتياطيات الهندية
تقع محمية سكواديري الهندية رقم 91 على الجانب الغربي من الجزء الشمالي للجزيرة، عند 54°08′00″N 130°47′00″W على خليج سكياكل عند 54°08′17″N 130°47 ′02″ غربًا، توجد بها جزيرة صغيرة، جزيرة سكياكل، عند 54°07′38″ شمالًا و130°45′44″ غربًا.
قبالة الطرف الشمالي لجزيرة ستيفنز توجد جزيرة أفيري عند 54°12′42″N 130°45′32″W، وتشكل بأكملها محمية جزيرة أفيري الهندية رقم 92.

## جزر مجاورة
تشمل الجزر الصغيرة الأخرى المجاورة لجزيرة ستيفنز جزيرة سكياكل، وجزيرة فيليب، وجزيرة باري، وجزيرة آرثر، وجزيرة جويس. جزيرة بريسكوت هي أكبر الجزر الصغيرة المحيطة بجزيرة ستيفنز، وتقع إلى الجنوب الشرقي بينها وبين جزيرة بورشر عند 54°11′28″N 130°46′29″W.